# Bitwa pod Białą Podlaską
Bitwa pod Białą Podlaską – część bitwy nad Bugiem. Walki  Grupy Poleskiej z sowiecką 8 Dywizją Strzelców w czasie II ofensywy Frontu Zachodniego Michaiła Tuchaczewskiego w okresie wojny polsko-bolszewickiej.

## Sytuacja ogólna
W pierwszej dekadzie lipca przełamany został front polski nad Autą, a wojska Frontu Północno-Wschodniego gen. Stanisława Szeptyckiego cofały się pod naporem ofensywy Michaiła Tuchaczewskiego.
Naczelne Dowództwo Wojska Polskiego nakazało powstrzymanie wojsk sowieckiego Frontu Zachodniego na linii dawnych okopów niemieckich z okresu I wojny światowej.
Sytuacja operacyjna, a szczególnie upadek Wilna i obejście pozycji polskich od północy, wymusiła dalszy odwrót wojsk polskich.
1 Armia gen. Gustawa Zygadłowicza cofała się nad Niemen, a 4 Armia nad Szczarę.
Obrona wojsk polskich na linii Niemna i Szczary również nie spełniła oczekiwań. W walce z przeciwnikiem oddziały polskie poniosły duże straty i zbyt wcześnie rozpoczęły wycofanie na linię Bugu.
Plan polskiego Naczelnego Dowództwa zakładał, że 1. i 4 Armia oraz Grupa Poleska do 5 sierpnia będą bronić linii Narew – Orlanka oraz Leśna – Brześć aby umożliwić przygotowanie kontrofensywy z rejonu Brześcia na lewe skrzydło wojsk Frontu Zachodniego Michaiła Tuchaczewskiego. Rozstrzygającą operację na linii Bug, Ostrołęka, Omulew doradzał też gen. Maxime Weygand.
Już 31 lipca 4 Armia przekroczyła Bug w rejonie Mielnika i obsadziła zachodni brzeg rzeki na odcinku Granne – Pratulin. Oddziały grupy płk. Stanisława Kaliszka przeszły na lewy brzeg Bugu w Drohiczynie, 14 Wielkopolska Dywizja Piechoty między Pratulinem a Janowem Podlaskim.
2 sierpnia sowiecka 8 Dywizja Strzelców sforsowała Bug pod Pratulinem i wyszła na tyły 14 Wielkopolskiej Dywizji Piechoty w rejonie Janowa. Spowodowało to zagrożenie tyłów Grupy Poleskiej gen. Władysława Sikorskiego i odwrót jej lewego skrzydła na linię Krzny.

## Walki pod Białą Podlaską

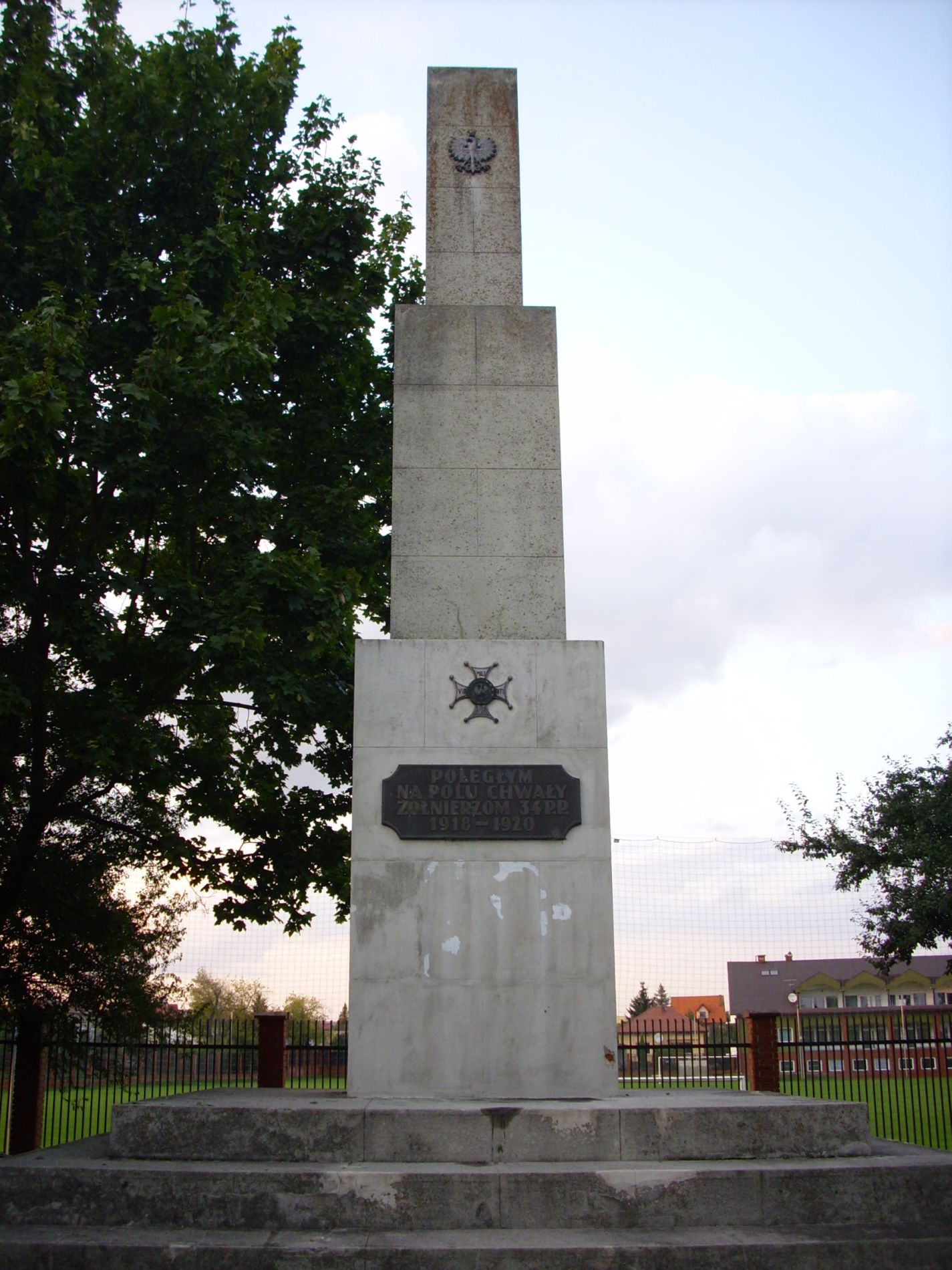
Biała Podlaska - pomnik ku czci żołnierzy 34 pp poległych w latach 1918–1920

2 sierpnia w Białej Podlaskiej stacjonował sztab Grupy Poleskiej. Celem powstrzymania wojsk sowieckich na obszarze od Witulina do Kijowiec rozpoczęto formowanie grupy płk. Kazimierza Ładosia. Po raz kolejny oddziały sowieckie uprzedziły działania wojsk polskich. 4 sierpnia brygady sowieckiej 8 Dywizji Strzelców uderzyły na Białą Podlaską. 23 Brygadą Strzelców atakowała z północnego zachodu przez Witulin stanowiska I/32 pułku piechoty, a 22 BS od wschodu uderzyła na III/32 pp. Równocześnie 24 Brygada Strzelców ruszyła na południe w kierunku Krzny. Oba polskie bataliony nie wytrzymały uderzenia i rozpoczęły odwrót.
Około południa gen. Sikorski wzmocnił grupę płk. Ładosia batalionem 111 pułku piechoty, batalionem 22 pp i pociągiem pancernym „Danuta”. W godzinach popołudniowych Grupa wyprowadziła kontratak i odepchnęła nieprzyjaciela za Klukówkę. Przez kolejne dwa dni walki toczyły się z dala od miasta. 6 sierpnia do Białej Podlaskiej przybyło dowództwo 21 Dywizji Górskiej, a w kolejnych dniach miejscowa stacja kolejowa stała się punktem załadowczym dla oddziałów 16 Dywizji Piechoty i Dywizji Górskiej przegrupowujących się w ramach przegotowań do bitwy nad Wisłą. Z uwagi na brak taboru kolejowego, część oddziałów jechała na dachach wagonów.
8 sierpnia natarcie na miasto wznowiła 8 Dywizja Strzelców. Wieczorem pusty już dworzec w Białej Podlaskiej ostrzelała sowiecka artyleria, a następnego dnia wojska sowieckie zajęły miasto.